# Des soucis et des hommes
Des soucis et des hommes est une mini-série télévisée française en huit épisodes de 52 minutes, créée par Sylvie Coquart-Morel et Cristina Arellano, réalisée par Christophe Barraud et diffusée entre le 22 février et le 14 mars 2012 sur France 2.

## Synopsis
La série raconte l’histoire de quatre copains, aux abords de la quarantaine ou l’ayant dépassé depuis peu. Chacun a une (ou plusieurs) femme, un ou des enfants, plus ou moins de travail, d’argent, des histoires.... Comme la majorité des Français quand on les interroge, nos quatre héros sont globalement contents de leur vie et mettent en haut de la pyramide de leur bonheur : 1° leur famille ; 2° l’amour ; 3° l’amitié ; 4° leur boulot. Mais en y regardant de plus près, ces hommes ont également en commun, la peur de ne pas être à la hauteur. Et de fait, ils ne le sont pas toujours.
Un événement inattendu va rendre le défi encore plus difficile à relever.

## Distribution
Les quatre personnages principaux :
- Laurent Bateau : Stéphane Delaunay (chirurgien, chef de service hospitalier)
- Édouard Montoute : Hervé Le Bihan (avocat)
- Thomas Jouannet : David Steiner (prof de qi gong)
- Frédéric Quiring : Paco Flores (chef de chantier)

Les conjointes :
- Jade Phan-Gia : Esther Delaunay (médecin, femme de Stéphane)
- Lilou Fogli : Karine (femme d'Hervé)
- Valérie Sibilia : Armelle (ex-compagne de David)
- Samira Lachhab : Eva (nouvelle compagne de David)
- Sophie Le Tellier : Christelle (femme de Paco)

Les enfants : 
- Pauline Mansuy : Audrey (fille de Stéphane et Esther)
- Hanae Lambert : Dyane (fille d'Hervé et Karine)
- Nastasia Caruge : Samantha (fille d'Hervé et Karine)
- Vincent Jasinskij : Basile (fils adoptif de David et fils d'Armelle)
- Thomas Silberstein : Roméo (beau-fils de Paco)
- Lucie Bonzon : Marie-France (fille de Paco)

Autres personnages :
- Eva Baranes : Constance
- Jezabel Carpi : Mercedes
- Alban Casterman : Arnaud Missonnier (associé d'Hervé)
- Daphné De Quatrebarbes : Hélène
- Didier Flamand : Étienne Deseynes (père de Karine)
- Brigitte Lo Cicero : Mélanie
- Jérôme Paquatte : Jean-Marc
- Cécile Rebboah : Claire (directrice de l'école)
- Maeldan Wilmet : Clément

## Fiche technique
- Producteurs : Pampa Productions, Coquarel, France Télévisions, Nicolas Traube
- Scénaristes : Sylvie Coquart-Morel et Cristina Arellano
- Réalisateur : Christophe Barraud

## Épisodes
1. Des hommes parfaits
2. Des hommes de pouvoir
3. Des hommes de secret
4. Des hommes de cœur
5. Des hommes de marbre
6. Des hommes de bonne volonté
7. Des hommes d'argent
8. Des hommes à femmes

## Commentaires
- Au soir de son lancement, la série a retenu l’attention de 3,51 millions de curieux pour le premier épisode, soit 13.0% du public présent devant son poste. En moyenne, les deux premières aventures rassemblaient alors 3,2 millions de téléspectateurs[1].

- Outre les similitudes avec Desperate Housewives dans la narration et le montage, Des soucis et des hommes devait compter, à l’origine, sur une voix-off féminine commentant avec ironie les faits et gestes de chaque héros. France 2 y a renoncé de peur d’encourager encore davantage une comparaison « en moins bien » avec la série américaine culte[1].